# Patrick De Wilde
Patrick De Wilde (29 april 1964) is een Belgische voormalig voetballer en huidig voetbaltrainer.

## Spelerscarrière
Als voetballer was De Wilde vooral actief in de reeksen 2e/3e nationale.
- Standaard Wetteren (1984-1990)
- Sint-Niklaas (1990-1994)
- KFC VW Hamme (1995-1997)
- KRC Gent-Zeehaven (1998-1999)

## Trainerscarrière
Na zijn spelerscarrière werd De Wilde trainer, eerst in de provinciale reeksen, later in de nationale. Tevens was hij ook kort aan de slag als jeugdcoördinator bij Standaard Wetteren. Met Eendracht Aalst behaalde hij in het seizoen 2006-2007 de titel in vierde klasse.
Na verschillende clubs in België trok hij naar het buitenland. Hij werkte in Oekraïne, Oostenrijk, China en Tunesië. Bij Metaloerh Donetsk was hij assistent-trainer van Jos Daerden. In 2010 werd hij trainer van Tianjin Songjiang in China. Na winst in de play-off promoveerde hij met deze club naar de Chinese Eerste Liga (de tweede klasse).
Na passages als technisch directeur bij Club Africain en Esperance de Tunis keerde De Wilde in 2015 terug naar België als technisch coördinator bij OH Leuven. Voor de start van de play-offs volgde hij Karim Belhocine op als hoofdcoach van KV Kortrijk. In de zomer ging hij naar het Saoedische Al-Khaleej.
Per 1 januari 2017 trad hij in dienst bij de Algerijnse voetbalbond (FAF) als assistent-bondscoach van Georges Leekens en bondscoach van Algerije onder 23.

## Carrière als docent
Naast zijn functies als trainer was De Wilde ook docent in Qatar, Oostenrijk en in België, waar hij vier jaar werkte bij de KBVB. Van 1990 tot 2003 werkte hij als leerkracht lichamelijke opvoeding in het Scheppers Instituut te Wetteren.